# 萨尔斯村
萨尔斯村，是西班牙阿拉贡自治区特鲁埃尔省的一个市镇。总面积39平方公里，总人口95人（2001年），人口密度2人/平方公里。